# Макасарски проток
Макасарският проток (на индонезийски: Selat Makassar) е проток между островите Калимантан на запад и Сулавеси на изток в Индонезия. Свързва море Сулавеси на север с Яванско море на юг. Дължината му е около 500 km, а ширината – от 120 до 240 km. Максималната му дълбочина е 2458 m. Западното му крайбрежие по-силно разчленено, като тук по брега на остров Калимантан се намират заливите Санкулиранг, Аданг, Апар, Памукан. Източното крайбрежие е много по-слабо разчленено, като най-големия залив е Тамбу, на брега на остров Сулавеси. В него от запад, от остров Калимантан се вливат реките Махакам и Каранган, а от изток, от остров Сулавеси – Ларианг и Карама.. В Макасарския проток са разположени редица острови, най-големият от които е Лаут. Важни пристанища, разположени на брега на протока са Баликпапан и Бонтанг на Калимантан, както и Макасар, Палу и Парепаре на Сулавеси.
През януари 1942 г., в хода на Втората световна война, обединени американски и холандски войски влизат в схватка със силна японска военноморска екскадра в протока. След петдневно сражение съюзническите сили успяват да предотвратят японски морски десант при Баликпапан.